# Phyllophaga luridipennis
Phyllophaga luridipennis är en skalbaggsart som beskrevs av Moser 1918. Phyllophaga luridipennis ingår i släktet Phyllophaga och familjen Melolonthidae. Inga underarter finns listade i Catalogue of Life.